# Гржимали, Богуслав
Бо́гуслав Гржи́мали (чеш. Bohuslav Hřímalý; 8 апреля 1848, Пльзень — 11 октября 1894, Гельсингфорс) — чешский и русский скрипач и дирижёр. Сын Войтеха Гржимали, брат Марии, Войтеха, Яна и Яромира Гржимали.
Окончил Пражскую консерваторию (1864), ученик Морица Мильднера. Выступал как альтист в составе семейного квартета и в фортепианном квартете с участнием Антонина Бенневица (первая скрипка), Франтишека Гегенбарта (виолончель) и Бедржиха Сметаны (фортепиано). В 1868—1872 гг. играл на скрипке и альте в оркестре Временного театра, предшественника Национальной оперы.
В 1875 г. уехал в Финляндию вслед за своим братом Яромиром. Работал дирижёром в Финском театре в Хельсинки, затем с 1878 г. в Шведском театре в Хельсинки, с 1891 г. в оперной труппе Эмми Акте. Одновременно с 1888 г. капельмейстер военного оркестра Ниландского финского стрелкового полка.